# Lupoglav (ort i Kroatien, Zagrebs län)
Lupoglav är en ort i Kroatien.   Den ligger i länet Zagrebs län, i den nordöstra delen av landet, 29 km öster om huvudstaden Zagreb. Lupoglav ligger 103 meter över havet och antalet invånare är 1 069.
Terrängen runt Lupoglav är platt. Runt Lupoglav är det ganska glesbefolkat, med 26 invånare per kvadratkilometer. Närmaste större samhälle är Sesvete, 18,2 km väster om Lupoglav. Trakten runt Lupoglav består till största delen av jordbruksmark.